# Vardino
Vardino (makedonska: Вардино) är en ort i Nordmakedonien. Den ligger i kommunen Demir Hisar, i den sydvästra delen av landet, 90 kilometer söder om huvudstaden Skopje. Vardino ligger 658 meter över havet och antalet invånare är 419.